# Tidabius tivius
Tidabius tivius är en mångfotingart som först beskrevs av Chamberlin 1909.  Tidabius tivius ingår i släktet Tidabius och familjen stenkrypare. Inga underarter finns listade i Catalogue of Life.